# Ангел Корабаров
Ангел Иванов Корабаров, още Коробаров или Коробар, е български общественик и революционер.

## Биография
Ангел Корабаров е роден в 1885 година в град Велес, тогава в Османската империя, в семейството на Иван Корабаров от големия патриотичен род Корабарови. В дома им във Велес живеят директорът на Велешкото българско училище Велко Думев и учителите Петър Попарсов, Димитър Хаджидинев, В. Ачков, Димитър Битраков, Кръстев. Още като ученик Ангел Корабаров влиза във ВМОРО. В I клас пренася писма, литература и пратки на Организацията. Във II клас подпомага отвличането от страна на Организацията на богаташкото дете от фамилията Весови.
След завършването на II клас, отива да учи в Българската мъжка гимназия в Солун, където има възможност да чете революционна литература. През ваканцията заедно с Коста Кирков и Тодор Богданов решават, когато се върнат в Солун да избягат в четата на Гоце Делчев, за да може Организацията да вземе пари от родителите им. Решението на татко му да го изпрати в Битоля осуетява плановете на Корабаров, но другите двама ги осъществяват - четата ги отвежда в София и родителите им плащат пари.
В Битоля Ангел учи в Българската класическа гимназия и влиза в революционния кръжок, в който членуват и Пандо Кляшев, Манол Розов, Петър Чаулев, Александър Евтимов и брат му, а от по-младите Арсени Йовков, Козма Георгиев, Данаил Крапчев. Участва в организирания бунт срещу владиката Григорий Пелагонийски и заедно със 7 учители и 20 ученици е изключен. Връща се в Солун и се записва във Френския колеж като пансионер. Участва в Солунския ученически революционен кръжок, като екстериториалността на Френския колеж допринася за революционното дело.
След завършването си е изпратен да учителства в Битоля. Подкрепя организирането на Солунските атентати, след което емигрира в Швейцария, където завършва химия. След това прекарва известно време в София и се завръща във Велес.
При избухването на Балканската война през есента на 1912 година е арестуван от османците и е освободен при навлизането на сръбските войски във Велес.
През декември 1912 година Корабаров участва в срещата на македонски дейци във Велес, организирана от Димитър Чуповски, на която присъстват Крум Зографов, Ризо Ризов, Александър Мартулков, Петър Попарсов, Йован Попйорданов, учителят Иван Елезов, Димитър Ничев и Методи Попгошев. Те решават да изпратят представители на Лондонската конференция, както и в Париж за да се борят за запазване на целостта на Македония.
През май 1913 година е член на организираната от сърбоманския войвода Йован Бабунски делегация, която заминава за Белград да моли Никола Пашич окупираният от Сърбия Велес да остане сръбски. На банкета в чест на делегацията, Корабаров моли присъстващите политици, да не позволят избухването братоубийствена война с България, заради което е заплашен от Бабунски. В резултат след избухването на Междусъюзническата война през Австрия, бяга в България, където в началото на 1914 година от сърбите е екстернирано и семейството му. Участва в Първата световна война като офицер в Българската армия.
След края на войната се връща при семейството си в България, където участва в левичарското крило на македонското освободително движение около Димо Хаджидимов, Петър Попарсов и Георче Петров. В края на 1921 година се връща във Велес. Постоянно преследван, заплашван и затварян е от югославските власти.
През 1941 година се включва в работата на Велешкия комитет на Българските акционни комитети във Вардарска Македония, патриотична организация подготвяща анексията на областта от Царство България. Става български учител във Велешката гимназия. На следната година е уволнен, а в учебната 1943/1944 година отново е назначен. Заедно със синовете си става партизанин и е офицер за свръзка. От 9 септември 1941 година е запасен член на настоятелството на Илинденската организация във Велес.
След установяването на комунистическата власт в Югославия, е произведен в капитан и е назначен за помошник-началник на Комуникационната служба в Главния щаб на Македония. В 1946 година по негово желание е демобилизиран и започва работа в Министерството на финансите и Народната банка в Скопие. Носител е на два ордена „Заслуга за народ“ III степен.
Синовете му Боро Коробар и Перо Коробар са висши функционери в Народна Република Македония. Негови спомени за гемиджиите са отпечатани през 2003 година в Република Македония по повод 100-годишнината от Солунските атентати.